# Henry Richardson (arquero)
Henry Barber Richardson (Boston, 19 de mayo de 1889-Nueva York, 19 de noviembre de 1963) fue un deportista estadounidense que compitió en tiro con arco, en la modalidad de arco recurvo.
Participó en dos Juegos Olímpicos de Verano en los años 1904 y 1908, obteniendo dos medallas, bronce en San Luis 1904 y bronce en Londres 1908.

## Palmarés internacional
| Juegos Olímpicos | Juegos Olímpicos          | Juegos Olímpicos  | Juegos Olímpicos |
| Año              | Lugar                     | Medalla           | Prueba           |
| ---------------- | ------------------------- | ----------------- | ---------------- |
| 1904             | San Luis (Estados Unidos) | Medalla de bronce | Equipo           |
| 1908             | Londres (Reino Unido)     | Medalla de bronce | Doble ronda York |